# Anchotatus subapterus
Anchotatus subapterus is een rechtvleugelig insect uit de familie Proscopiidae. De wetenschappelijke naam van deze soort is voor het eerst geldig gepubliceerd in 1890 door Brunner von Wattenwyl.